# Germain Ayache
Pour les articles homonymes, voir Ayache.
Germain Ayache, né à Saïdia le 16 février 1915 et mort à Sainte-Feyre le 3 août 1990, est un historien marocain spécialiste de l'histoire du Maroc.

## Biographie

### Milieu familial
Il est issu d'une famille juive marocaine qui faisait partie des tribus des Aït Ayache.
Sa famille avait été naturalisée française à la fin du XIXe siècle, le grand-père de Germain Ayache ayant séjourné à cette époque en Algérie française, où les juifs indigènes avaient été rendus français en application du décret Crémieux.
Il grandit au nord-est du Maroc, à la frontière avec l'Algérie, à Berkane, non loin de son lieu de naissance, Saïdia. Sa famille se rend ensuite en Algérie, à Tlemcen, où Germain Ayache suit des études primaires. Sa famille revient quelques années plus tard au Maroc à Rabat, où G. Ayache effectue ses études secondaires.
Il est le cousin d'Albert Ayache (né en 1905 à Tlemcen, Algérie, et mort en 1994 à Paris), professeur d'histoire dans le secondaire, membre du Parti communiste marocain, un des dirigeants de l’Union générale des syndicats confédérés du Maroc, et historien du mouvement syndical au Maroc.

### Formation et carrière
Germain Ayache ayant obtenu une bourse poursuit des études universitaires en France, à Bordeaux ; il est agrégé des Lettres classiques en 1935.
À la suite de ses études à Rabat, il devient enseignant au lycée Lyautey de Casablanca.
Par la suite il enseigne à la faculté des lettres et sciences humaines de l'université de Rabat, inaugurée en 1957.
À partir de 1963, jusqu'à sa mort en 1990, il dirige la revue savante Hespéris-Tamuda. II dirige également la collection «Humanités» aux édition Wallâda à Casablanca.

## Recherches universitaires

### Thèmes

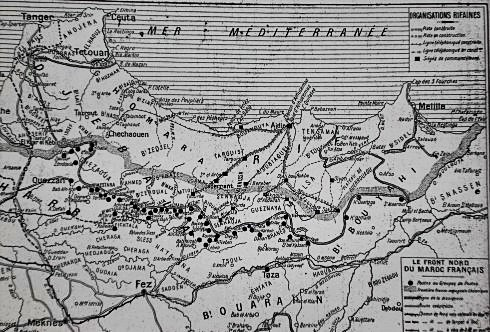
Carte de 1925-1926 montrant la chaîne de postes militaires (points noirs) construits par l'armée française pour servir de cordon sanitaire entre le Maroc français et la République rifaine d'Abd-el-Krim au nord. La ligne ombrée représente la frontière internationale entre le Maroc français et espagnol.

Germain Ayache cherche à identifier les manifestations dès le XIXe siècle d'un sentiment national marocain et d'une résistance précoce des populations marocaines aux intrusions étrangères.. Le refus de toute occupation étrangère du sol est sensible dans le milieu rural, parmi les tribus, tandis que les habitants des ports sont beaucoup moins hostiles à l'expansion coloniale, selon l'historien, qui prend appui sur des sources primaires en arabe.
L'hypothèse d'un «proto-nationalisme à l'époque précoloniale» est selon les termes du sociologue Juan Ignacio Castien Maestro, «une idée très chère à Germain Ayache». Cet intérêt pour l'histoire du patriotisme marocain a conduit G. Ayache à consacrer des années de recherches à la guerre du Rif, et à déceler « plus qu'une simple résistance primaire » dans la levée en armes des tribus berbères du Rif opposées aux armées des puissances coloniales espagnoles (de 1921 à 1927), et aux troupes françaises (de 1925 à 1927). L'approche de G. Ayache se différencie de celle, élitiste, accordant peu de place aux tribus du Rif, d'un historien marocain tel que Abdallah Laroui. Ayache écrit par exemple : «La guerre du Rif n’a pas été un combat de retardement. Première remise en cause du système colonial dès l’heure où celui-ci célébrait son triomphe, elle a, tout au contraire, donné le coup d’envoi de cette lutte libératrice qu’ont remportée depuis, presque tous les pays soumis du monde ».
Germain Ayache a contribué également aux études juives marocaines en situant l'histoire des communautés juives dans celle, plus large du Maroc ; parmi ses textes importants sur ce thème, son livre Études d’histoire marocaine, 1979, et  un article comme « La minorité juive dans le Maroc précolonial ».

### Influence exercée par ses travaux
Ayache était critique à l'égard de l'historiographie coloniale et de sa méthodologie, qui ignorait les sources locales en arabe.
Les travaux de G. Ayache ont incité de nombreux historiens marocains à exploiter un plus large éventail de sources primaires, notamment des documents trouvés au niveau des régions, en vue d'aborder de nouveaux thèmes tels que les  institutions du Makhzen, les relations intercommunautaires ou des monographies régionales.

## Engagement politique
Il rejoint à Bordeaux les Étudiants communistes. EN 1936 au Maroc il devient membre du Parti communiste. Il est secrétaire général des Jeunesses communistes du Maroc en 1938.

## Ouvrages de Germain Ayache
- Les Origines de la guerre du Rif, Paris, Publications de la Sorbonne, Rabat, Société marocaine des éditeurs réunis, 1981.
- La Guerre du Rif, L'Harmattan, 1996.
- Les écrits avant l'indépendance, Casablanca, éditions Wallâda, 1990.
- Études d’histoire marocaine, Rabat, Société marocaine des éditeurs réunis, 1979.
- Ibn Khaldoun et les Arabes, 1962.